# Fabel vom Löwenanteil

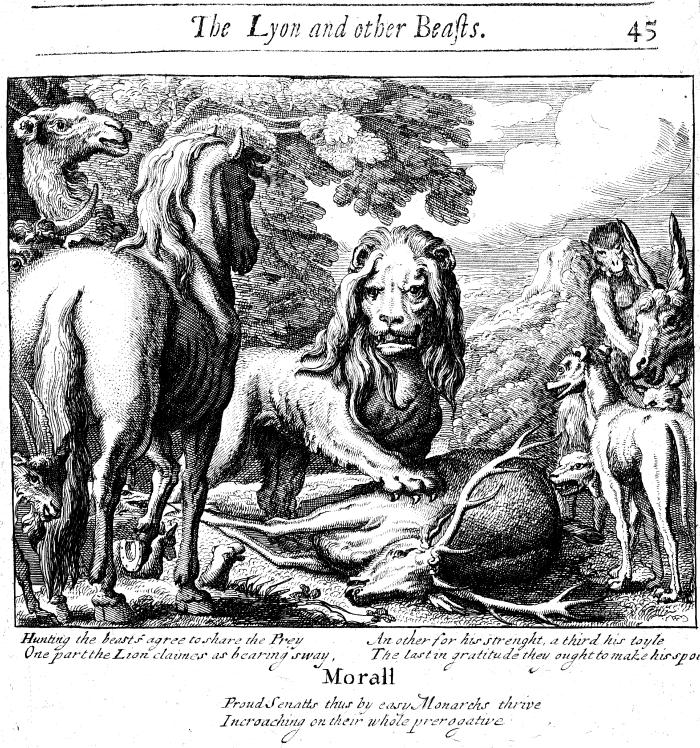
Illustration von Francis Barlow in seiner Ausgabe der Fabeln Äsops, 1687

Die Fabel vom Löwenanteil, bekannt unter den Titeln Des Löwen Anteil, Der Löwe, der Fuchs und der Esel sowie Der Löwe mit anderen Tieren auf der Jagd, ist eine in Variationen überlieferte Tierfabel des altgriechischen Dichters Äsop.

## Inhalt
Zum Motiv des Löwenanteils gibt es zwei verschiedene Erzählungen. Die erste lautet:
Löwe, Esel und Fuchs gehen gemeinsam auf die Jagd. Als der Löwe am Ende den Esel auffordert, die Beute unter ihnen zu teilen, tut er dies auch sehr genau. Da zerreißt der Löwe ihn voller Wut und befiehlt nun dem Fuchs, die Beute zu teilen. Der Fuchs überlässt dem Löwen daraufhin bis auf Weniges seinen Anteil, worauf der Löwe ihn schmunzelnd fragt, wer ihn so schön teilen gelehrt habe. „Das Missgeschick des Esels“, antwortet ihm der Fuchs. Nach ihrer Moral wurde die Fabel auch Gelehriger Fuchs genannt.
Eine andere Verarbeitung des Motivs lautet: Löwe und Esel gehen auf die Jagd. Der Esel setzt seine Schnelligkeit ein, der Löwe seine Stärke. Nach erfolgreichem Jagen sagt der Löwe: „Der erste der drei Haufen, die ich eingeteilt habe, gehört mir, denn ich bin dein König. Den zweiten bekomme ich als dein Jagdkumpan und was den dritten angeht, so wird er dir großes Leid zufügen, wenn du dich nicht augenblicklich davonmachst.“ Am Ende der Fabel wird vor der Gesellschaft des Mächtigen gewarnt. Diese Fassung hat der römisch-antike Fabeldichter Phaedrus unter dem Titel Die Jagdgesellschaft in Versform rezipiert (Fabeln, 1, 5).

## Eingang in den Sprachgebrauch
Von dieser äsopischen Fabel kommt die deutsche Redewendung „den Löwenanteil bekommen“. „Löwenanteil“ wird dabei als Synonym für den Hauptanteil an etwas (Gewinn, Güter etc.) verwendet. Außerdem ist der im Privatrecht verwandte Begriff Societas leonina mit dieser Fabel in Verbindung zu bringen. Die Bezeichnung für eine Gesellschaft, in der alle das Risiko tragen, aber nur einer den Gewinn beanspruchen darf, geht auf den römischen Richter Gaius Cassius Longinus aus dem 1. Jahrhundert n. Chr. zurück.

## Die Überlieferung der Fabel im Mittelalter
Für die mittelalterliche volkssprachliche Überlieferung sind stets die lateinischen Fassungen wichtig. Das trifft auch für die Fabel Der Löwenanteil in ihren hochdeutschen Fassungen zu. Bis zum 13. Jahrhundert ist die Fabel in der ersten Fassung (die Jagdgesellschaft) nur im Mittellateinischen überliefert. Im Wiener Codex 2705 liegt dann die erste Fassung in mittelhochdeutscher, ja in deutschsprachiger Überlieferung überhaupt, vor. Bis 1500 sind für diese Fabel in der ersten Version unter Nr. 402 15 deutschsprachige Fassungen zu zählen. Unter diesen liegen 6 mittelhochdeutsche Bearbeitungen vor: Eine Fassung liegt jeweils im Wiener Codex 2705 und im Edelstein Ulrich Boners vor; auch die Bearbeitungen Heinrichs von Mügeln, im Nürnberger Prosa-Äsop, in dem Karlsruher Codex 408 und im Esopus Heinrich Steinhöwels. Die mittellateinischen Fassungen der Romulus-Überlieferung, die Recensio gallicana und Recensio vetus und die Fassung des Anonymus Neveleti sind die Vorlagen der Verfasser dieser Texte.
Die Erzählung änderte sich im Vergleich zur antiken griechischen Fassung Äsops nicht wesentlich. Die Anzahl der Tiere, die mit dem Löwen auf Jagd ziehen ist in den lateinischen Fassungen und damit in den späteren Bearbeitungen des Mittelalters anders: Es sind 3 Tiere. Entsprechend den vier Jagdgenossen liegen vier Beuteanteile vor, als der Löwe zu sprechen beginnt. Er findet stets 4 Argumente, warum ihm die gesamte Beute zustehen soll. Stets findet sich das Standesargument, das Argument seiner physischen Stärke, das Argument des Einsatzes/der Mühe/Kampfesnot und die Drohung, d. h. die Anspielung auf die Gefahren eines Kampfes mit ihm. Manchmal argumentiert der Löwe auch mit seiner Schnelligkeit oder spielt auf seinen erhöhten Nahrungsbedarf an.
Beispiele der direkten Rede des Löwen: Die Rede des Löwen in der Romulus-Fassung der Recensio gallicana:
| „ego primus tollo ut leo, secunda pars mea est, eo quod sum fortior vobis. tertiam vero mihi defendo, quia plus vobis cucurri. quartam autem qui tetigerit, inimicum me habebit.“ (Satz 3–5, Z. 10–15) | „Ich erhebe Anspruch auf den ersten Anteil, da ich der Löwe bin, der zweite Teil ist meiner, weil ich stärker bin als ihr. Den dritten wahrlich verteidige ich, weil ich mehr als ihr gelaufen bin. Wer den vierten auch angreift, wird mich zum Feind haben.“ |

Die Rede des Löwen in der ältesten mittelhochdeutschen Fassung, im Wiener Codex:
| er sprach: „der erste teil sol wesen min, ich mach wol der snellest sin. den andern teil wil ich han, wan ich in wol verzern chan. der dritte teil sol davon wesen min, wan ich iwr aller chvnic bin. swer den vierden teil wil han, der sol sich rehte des enstan: er muoz immer haben mine var.“ (V. 13- 21) | er [der Löwe] sprach: „der erste Teil [der Beute]soll mein sein: Ich bin wohl der schnellste (von euch allen). Den andern Teil will ich haben, da mein Appetit groß ist. Der dritte Teil soll mein sein, da ich euer aller König bin. Wer immer den vierten Teil haben will Dem soll das recht lieb werden: Dem droht Gefahr von mir (Kampf und Schädigung).“ |

In allen hochdeutschen Fassungen der „Jagdgesellschaft“ bis 1500 findet sich eine weltliche Lehre. In dieser wird – abgesehen von zwei Ausnahmen – jeweils vor der Gesellschaft der Mächtigen gewarnt. In der Fassung im Wiener Codex etwa lautet sie:
| ditze sol mercken div armiv diet vnt sol sich gnozen niet den richen alze verre: daz gvt nimt ie der herre vnt laet den armen reden dar. flvcht er, des nimt er chleinen war. (V. 23–28) | Dies soll sich das ohnmächtige Volk merken Und soll die Gesellschaft Der Mächtigen meiden. Das Gut nimmt immer der Herr Und lässt den Untertanen danach reden (jammern) Flucht der, dann nimmt er [der Mächtige] das überhaupt nicht wahr. |

In der Fassung Boners hingegen wird vor den Mächtigen per se gewarnt und in der Fassung im Karlsruher Codex werden umgekehrt die Mächtigen vor der drohenden Vergeltung der Untertanen gewarnt, falls sie ihre Macht verlieren sollten.
Zur 2. Version: Die Fabel vom gelehrigen Fuchs ist nicht in den Versen Phädrus’, folglich auch nicht in Romulushandschriften überliefert und stammt nicht aus antiker lateinischer Tradition. Als älteste überlieferte Fassung dieser Fabel kann nach DICKE und GRUBMÜLLER eine Episode im Ysengrimus gelten. Dieses berühmte Tierepos in mittellateinischer Sprache wurde wohl in der Mitte des 12. Jhs. verfasst. Das Werk in elegischen Distichen wird einem Magister Nivardus zugeschrieben. Hinter diesem Namen wird ein Kleriker aus Gent, in Belgien vermutet. Als Vorlage für die älteste überlieferte Fassung der Fabel vom gelehrigen Fuchs kommen „karol. Tiergedichte, »Ecbasis captivi« [vor 1039?], »Fecunda ratis« Egberts v. Lüttich (ca. 1023), »De lupo« [um 1100], mündl. Erzählgut“ in Frage.